# Клаус Штьортебекер
Клаус Штьортебекер (нім. Klaus Störtebeker, іноді нім. Klaas Störtebecker, прибл. 1360, Вісмар — 20 жовтня 1401, Гамбург) — легендарний німецький пірат, один з очільників Віталійських Братів. Спочатку були найманцями під час війни Данії зі Швецією. Після війни почали грабувати торговельні кораблі в Балтійському та Північному морях. Штьортербекер став фольклорним персонажем як прототип «Робіна Гуда». 

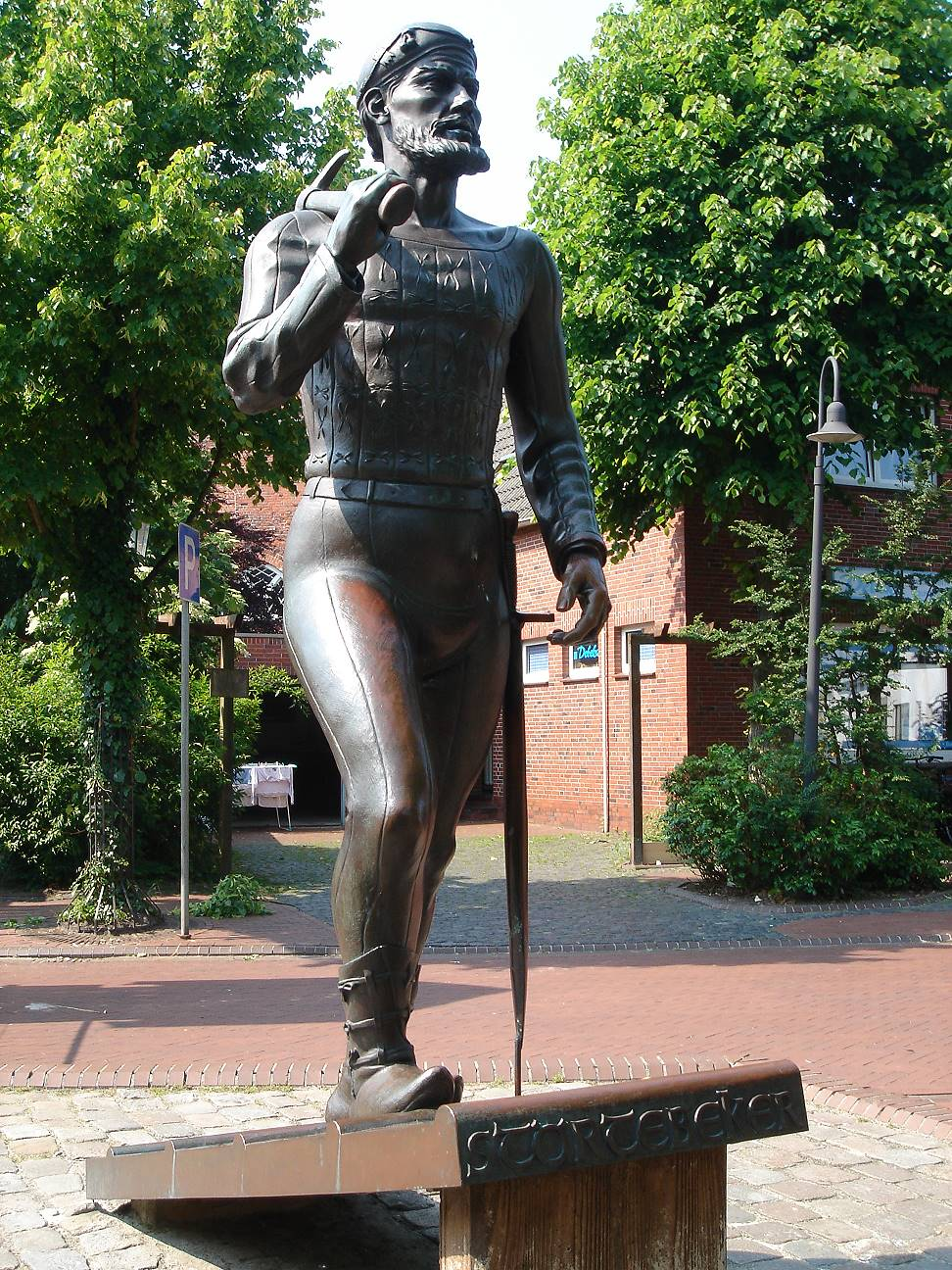
Пам'ятник Штьортебекеру в Марінгафе

## Легенди та джерела
Про молодість немає точної інформації. Згідно з припущеннями істориків, Штьортебекер народився у Вісмарі або в Ротенбурзі. Також за однією з легенд, своє ім'я Штьортебекер отримав за схильність багато випити пива (з нижньонімецького діалекту «Störtebecker» походить від фрази «Stürz den Becher», що означало б «пий до дна»), проте така версія є маловірогідною, оскільки саме прізвисько Штьортебекера було широко поширене серед Нижньої Німеччини. Уперше ім'я Клауса Штьортебекера згадується в літописі Германа Корнера «Chronica novella» у 1416 році.
На початку XV століття Ганзейський союз поставив за мету налагодити торговельні зв'язки з Голландією та Англією, але Віталійські Брати ставали на перешкоді до мети. Ще роками раніше піратська ватага Штьортебекера наводила жах на купців балтійського моря, адже вони грабували їхні кораблі, а частину награбованого Віталійські Брати віддавали бідноті в портах, де зупинялись. Саме тому Штьортебекера та його віталійців було дуже важко впіймати, адже місцеве населення його ховало й ніяк не допомагало переслідувачам.
Проте, восени 1401 року Ганзейський союз організував військову операцію, щоб зловити піратів, і 22 квітня Гамбурзький флот розгромив флот віталійців та взяв у полон Штьортебека та його команду. 20 жовтня Штьортебекера та його прибічників було страчено в Гамбурзі.
За легендами, перед стратою Штьортебекер просив суддів помилувати тих піратів, через котрих його тіло зможе пройти без голови. Суд згодився. Після того, як кат відрубав Клаусу голову, він пройшов через одинадцять піратів, проте Гамбурзький сенат не стримав обіцянки та стратив усіх.

## Вшанування
- Статуї, що зображують його, стоять у ряді міст Північної Німеччини, включаючи Гамбург, Ферден-ан-дер-Аллер і Марінгафе[2].
- Фестиваль Штьортебекер — театр просто неба, щорічно проводиться в місті Ральсвік на острові Рюген[3].